# Jean-Pierre Cassel
Jean-Pierre Cassel, all'anagrafe Jean-Pierre Crochon (Parigi, 27 ottobre 1932 – Parigi, 19 aprile 2007), è stato un attore, ballerino e doppiatore francese.

## Biografia
Era il figlio di Georges Crochon, medico, e di Louise-Marguerite Fabrègue (1893-1974), cantante d'opera. Esordì da giovane come ballerino di tip-tap e fu la controfigura di Gene Kelly durante una tournée in Francia dell'attore e ballerino statunitense. Negli anni cinquanta fu protagonista di alcune commedie teatrali di Philippe de Broca. Al cinema interpretò i suoi primi ruoli di un certo livello in film di Jean Renoir, René Clair e Claude Chabrol. Da ricordare le sue apparizioni ne Il fascino discreto della borghesia (1972) di Luis Buñuel, in Assassinio sull'Orient Express (1974) di Sidney Lumet e in Qualcuno sta uccidendo i più grandi cuochi d'Europa (1978) di Ted Kotcheff.
Prese parte alla trilogia de I tre moschettieri, diretta da Richard Lester nel ruolo rispettivamente di Luigi XIII (I tre moschettieri del 1973 e Milady - I quattro moschettieri, uscito nel 1974) e di Cyrano de Bergerac (Il ritorno dei tre moschettieri del 1989). Si raffinò poi nel dramma con i film La giacca verde (1979) e La trota (1982). Negli anni novanta fu chiamato in due occasioni da Robert Altman, per Vincent & Theo (1990) e per Prêt-à-Porter (1994); ancora Chabrol lo scelse per L'inferno (1994) e Il buio nella mente (1995). Significativa la sua interpretazione ne I fiumi di porpora (2000) di Mathieu Kassovitz. Morì nel 2007, all'età di 74 anni, ancora nel pieno della sua attività.
Fu il padre degli attori Cécile Cassel e Vincent Cassel ed il nonno paterno dell'attrice e modella Deva Cassel, figlia di Vincent e dell'attrice e modella italiana Monica Bellucci.

## Filmografia parziale

### Cinema
- Atto d'amore (Un act d'amour), regia di Anatole Litvak (1953)
- La Peau de l'ours, regia di Claude Boissol (1957)
- A piedi... a cavallo... in automobile (À pied, à cheval et en voiture), regia di Maurice Delbez (1957)
- Il re di Roma - Aquila imperiale (Napoléon II l'Aiglon), regia di Claude Boissol (1961)
- I giochi dell'amore (Les Jeux de l'amour), regia di Philippe de Broca (1961)
- L'amante di 5 giorni (L'Amant de cinq jours), regia di Philippe de Broca (1961)
- I sette peccati capitali (Les Sept péchés capitaux), regia di Philippe de Broca, Claude Chabrol (1962)
- Le strane licenze del caporale Dupont (Le Caporal épinglé), regia di Jean Renoir (1962)
- Arsenio Lupin contro Arsenio Lupin (Arsène Lupin contre Arsène Lupin), regia di Édouard Molinaro (1962)
- Le più belle truffe del mondo (Les Plus belles escroqueries du monde), regia di Claude Chabrol, Jean-Luc Godard (1964)
- Cyrano e D'Artagnan (Cyrano et D'Artagnan), regia di Abel Gance (1964)
- ...poi ti sposerò (Un Monsieur de compagnie), regia di Philippe de Broca (1964)
- La sospirosa, episodio di Alta infedeltà, regia di Luciano Salce (1964)
- Quei temerari sulle macchine volanti (Those Magnificent Men in Their Flying Machines or How I Flew from London to Paris in 25 hours 11 minutes), regia di Ken Annakin (1965)
- Per il re, per la patria e per Susanna! (Les Fêtes galantes), regia di René Clair (1965)
- Parigi brucia? (Paris Brûle-t-il?), regia di René Clément (1966)
- Gioco di massacro (Jeu de massacre), regia di Alain Jessua (1967)
- Le dolci signore, regia di Luigi Zampa (1968)
- Oh, che bella guerra! (Oh! What a Lovely War), regia di Richard Attenborough (1969)
- L'armata degli eroi (L'Armée des ombres), regia di Jean-Pierre Melville (1969)
- La barca sull'erba (Le Bateau sur l'herbe), regia di Gérard Brach (1970)
- L'orso e la bambola (L'Ours et la poupée), regia di Michel Deville (1970)
- All'ombra del delitto (La Rupture), regia di Claude Chabrol (1970)
- Malpertuis, regia di Harry Kümel (1971)
- Il fascino discreto della borghesia (Le Charme discret de la bourgeoisie), regia di Luis Buñuel (1972)
- I tre moschettieri (The Three Musketeers), regia di Richard Lester (1973)
- Il magnate, regia di Giovanni Grimaldi (1974)
- Il montone infuriato (Le Mouton enragé), regia di Michel Deville (1974)
- Milady - I quattro moschettieri (The Four Musketeers), regia di Richard Lester (1974)
- Assassinio sull'Orient Express (Murder on the Orient Express), regia di Sidney Lumet (1974)
- Toccarlo... porta fortuna (That Lucky Touch), regia di Christopher Miles (1975)
- Il caso del dottor Gailland (Docteur Françoise Gailland), regia di Jean-Louis Bertuccelli (1976)
- Uova strapazzate (Les Oeufs brouillés), regia di Joel Santoni (1976)
- Pazzi borghesi (Folies bourgeoises), regia di Claude Chabrol (1976)
- Qualcuno sta uccidendo i più grandi cuochi d'Europa (Who Is Killing the Great Chefs of Europe?), regia di Ted Kotcheff (1978)
- Contro 4 bandiere (From Hell to Victory), regia di Umberto Lenzi (1979)
- Nudo di donna, regia di Nino Manfredi (1981)
- La Truite, regia di Joseph Losey (1982)
- La guerrigliera (La guérilléra), regia di Pierre Kast (1982)
- Ehrengard, regia di Emidio Greco (1982)
- Vado a riprendermi il gatto, regia di Giuliano Biagetti (1989)
- Il ritorno dei tre moschettieri (The Return of the Musketeers), regia di Richard Lester (1989)
- Vincent & Theo, regia di Robert Altman (1990)
- Mamma, mi compri un papà? (The Maid), regia di Ian Toynton (1991)
- Prêt-à-Porter, regia di Robert Altman (1994)
- L'inferno (L'Enfer), regia di Claude Chabrol (1994)
- Il buio nella mente (La Cérémonie), regia di Claude Chabrol (1995)
- Con rabbia e con amore, regia di Alfredo Angeli (1997)
- I fiumi di porpora (Les Rivières pourpres), regia di Mathieu Kassovitz (2000)
- Sade - Segui l'istinto (Sade), regia di Benoît Jacquot (2000)
- Adrenalina blu - La leggenda di Michel Vaillant (Michel Vaillant), regia di Louis-Pascal Couvelaire (2003)
- Lo scafandro e la farfalla (Le Scaphandre et le papillon), regia di Julian Schnabel (2007)
- Asterix alle Olimpiadi (Astérix aux jeux olympiques), regia di Frédéric Forestier e Thomas Langmann (2008)

### Televisione
- La giacca verde, regia di Franco Giraldi – film TV (1979)
- Il caso Graziosi, regia di Michele Massa – film TV (1981)
- Il segreto del Sahara – miniserie TV (1988)
- Sei delitti per padre Brown, regia di Vittorio De Sisti – miniserie TV (1988)
- Fantaghirò, regia di Lamberto Bava – miniserie TV (1991)
- Il vagone misterioso (La Treizième voiture), regia di Alain Bonnot – film TV (1993)
- La memoria e il perdono, regia di Giorgio Capitani – miniserie TV (2001)

## Doppiatori italiani
Nelle versioni in italiano delle opere in cui ha recitato, Jean-Pierre Cassel è stato doppiato da:
- Cesare Barbetti in Il magnate, Disperatamente Giulia, Il vagone misterioso, Il commissario Cordier
- Massimo Turci in ...poi ti sposerò, Quei temerari sulle macchine volanti, Pazzi borghesi
- Luciano Melani in L'armata degli eroi, Il fascino discreto della borghesia
- Manlio De Angelis in I tre moschettieri, Contro 4 bandiere
- Gianfranco Bellini in Assassinio sull'Orient Express, Toccarlo... porta fortuna
- Gino La Monica in Ehrengard, Adrenalina blu - La leggenda di Michel Vaillant
- Stefano De Sando in Il buio nella mente, Sade
- Giuseppe Rinaldi in L'amante di 5 giorni
- Nando Gazzolo in Parigi brucia?
- Oreste Lionello in Milady
- Pino Locchi in Qualcuno sta uccidendo i più grandi cuochi d'Europa
- Massimo De Francovich in Il caso Graziosi
- Renato Cortesi in Il segreto del Sahara
- Dario Penne in Vado a riprendermi il gatto
- Sandro Iovino in Il ritorno dei tre moschettieri
- Pino Colizzi in Vincent & Theo
- Giorgio Bandiera in Fantaghirò
- Sergio Fiorentini in Prét-à-Porter
- Luciano De Ambrosis in I fiumi di porpora
- Michele Kalamera in Lo scafandro e la farfalla
- Gianni Musy in Asterix alle Olimpiadi